# Балка Мирнівська
Балка Мирнівська — ботанічний заказник місцевого значення. Об'єкт розташований на території Токмацького району Запорізької області, біля села Мирне.
Площа — 20 га, статус отриманий у 1984 році.